# Закон о подстрекательстве к мятежу (США)
Закон о подстрекательстве к мятежу (Pub. L.  553 , вступил в силу 16 мая 1918 года) — закон Конгресса США, который расширил действие Закона о шпионаже 1917 года, включив в него более широкий круг преступлений, в частности высказывания и выражение мнений, которые выставляли правительство или военные действия в негативном свете или вмешивались в продажу государственных облигаций.
Закон запрещал использование «нелояльных, ненормативной, непристойной или оскорбительной лексики» в отношении правительства Соединённых Штатов, их флага или их вооруженных сил, а также тех, которые заставляли других относиться к американскому правительству или его институтам с презрением. Осужденные по этому закону обычно приговаривались к тюремному заключению на срок от пяти до 20 лет. Закон также позволял генеральному почтмейстеру отказываться доставлять почту, соответствующую тем же стандартам наказуемых высказываний или мнений. Эти меры применялись только в те времена, «когда Соединённые Штаты находятся в состоянии войны». На момент начала Первой мировой войны США находились в объявленном состоянии войны. Закон был отменен 13 декабря 1920 года.

## Применение
В 1919 году генеральный прокурор Митчелл Палмер организовал «рейды Палмера», в ходе которых около десяти тысяч человек были задержаны и пятьсот пятьдесят шесть высланы из страны. Двести сорок девять человек были депортированы  21 декабря 1919 года на корабле «Буфорд», который окрестили «советским ковчегом». Среди них были члены анархо-синдикалистского Союза русских рабочих, а также лидеры американских анархистов, включая Эмму Гольдман.